# Goldberger See
Goldberger See är en insjö i det tyska förbundslandet Mecklenburg-Vorpommern. Sjön ligger i distriktet Ludwigslust-Parchim. 
Genom sjön flyter ån Mildenitz, som är en biflod till Warnow.

## Namn
Staden Goldberg, som är belägen på sjöns västkust, har givit namn åt Goldberger See.